# Discografia dei Running Wild

## Album in studio
- 1984 – Gates to Purgatory
- 1985 – Branded and Exiled
- 1987 – Under Jolly Roger
- 1988 – Port Royal
- 1989 – Death or Glory
- 1991 – Blazon Stone
- 1992 – Pile of Skulls
- 1994 – Black Hand Inn
- 1995 – Masquerade
- 1998 – The Rivalry
- 2000 – Victory
- 2002 – The Brotherhood
- 2005 – Rogues en Vogue
- 2012 – Shadowmaker
- 2013 – Resilient
- 2016 – Rapid Foray
- 2021 – Blood on Blood

## Album dal vivo
- 1988 – Ready for Boarding
- 2002 – Live
- 2011 – The Final Jolly Roger

## Raccolte
- 1991 – The First Years of Piracy
- 1998 – The Story of Jolly Roger
- 2003 – 20 Years in History
- 2006 – Best of Adrian
- 2016 – Riding the Storm - The Very Best of the Noise Years

## EP
- 1984 – Victim of States Power
- 1990 – Wild Animal
- 1998 – The Rivalry
- 2019 – Crossing the Blades

## Singoli
- 1989 – Bad to the Bone
- 1991 – Little Big Horn
- 1992 – Lead or Gold
- 1994 – The Privateer
- 2000 – Revolution

## Split
- 1984 – Death Metal
- 1985 – Metal Attack Vol. 1
- 2016 – Inside My Crosshairs / Warmongers

## Videografia
- 1990 – Death or Glory Tour Live
- 2002 – Live
- 2011 – The Final Jolly Roger